# جون غرايسون
جون غرايسون (17 يونيو 1871 في المملكة المتحدة - 31 مايو 1936 في المملكة المتحدة) (بالإنجليزية: John Grayson)‏ هو لاعب كريكت بريطاني (وحمل سابقاً جنسية المملكة المتحدة لبريطانيا العظمى وأيرلندا).

## وصلات خارجية
- جون غرايسون على موقع إي آس بي آن كريك إنفو (الإنجليزية)